# 56. ročník udílení Filmových cen Britské akademie
56. ročník udílení Filmových cen Britské akademie se konal v Odeon Leicester Square v Londýně 23. února 2003. Moderátorem ceremoniálu byl Stephen Fry. Ocenění se předávalo nejlepším filmům a dokumentům britským i mezinárodním, které se promítaly v britských kinech v roce 2002.

## Vítězové a nominovaní
Tučně jsou označeni vítězové.
| Nejlepší film | Nejlepší režisér |
| --- | --- |
| Pianista - Chicago - Gangy New Yorku - Hodiny - Pán prstenů: Dvě věže | Roman Polanski – Pianista - Stephen Daldry – Hodiny - Peter Jackson – Pán prstenů: Dvě věže - Rob Marshall – Chicago - Martin Scorsese – Gangy New Yorku                                        |
| Nejlepší herec v hlavní role | Nejlepší herečka v hlavní roli |
| Daniel Day-Lewis – Gangy New Yorku - Adrien Brody – Pianista - Nicolas Cage – Adaptace - Michael Caine – Tichý Američan - Jack Nicholson – O Schmidtovi                                                     | Nicole Kidman – Hodiny - Halle Berryová – Ples příšer - Salma Hayek – Frida - Meryl Streep – Hodiny - Renée Zellweger – Chicago                                                                 |
| Nejlepší herec ve vedlejší roli | Nejlepší herečka ve vedlejší roli |
| Christopher Walken – Chyť mě, když to dokážeš - Chris Cooper – Adaptace - Ed Harris – Hodiny - Alfred Molina – Frida - Paul Newman – Road to Perdition                                                      | Catherine Zeta-Jones – Chicago - Toni Collette – Jak na věc - Queen Latifah – Chicago - Julianne Moore – Hodiny - Meryl Streep – Adaptace                                                       |
| Nejlepší původní scénář | Nejlepší adaptovaný scénář |
| Mluv s ní – Pedro Almodóvar - Špína Londýna – Steven Knight - Gangy New Yorku – Jay Cocks, Steven Zaillian, a Kenneth Lonergan - Padlé ženy – Peter Mullan - Mexická jízda – Carlos Cuarón a Alfonso Cuarón | Adaptace – Charlie Kaufman a Donald Kaufman - Jak na věc – Peter Hedges, Chris Weitz a Paul Weitz - Chyť mě, když to dokážeš – Jeff Nathanson - Hodiny – David Hare - Pianista – Ronald Harwood |
| Nejlepší kamera | Nejlepší britský film |
| Road to Perdition - Chicago - Gangy New Yorku - Pán prstenů: Dvě věže - Pianista | The Warrior - Blafuj jako Beckham - Špína Londýna - Hodiny - Padlé ženy |
| Nejlepší původní hudba | Nejlepší zvuk |
| Hodiny – Philip Glass - Chyť mě, když to dokážeš – John Williams - Chicago– Fred Ebb, Danny Elfman a John Kander - Gangy New Yorku – Howard Shore - Pianista – Wojciech Kilar                               | Chicago - Gangy New Yorku - Harry Potter a Tajemná komnata - Pán prstenů: Dvě věže - Pianista                                                                                                   |
| Nejlepší produkční design | Nejlepší speciální efekty |
| Road to Perdition - Chicago - Gangy New Yorku - Harry Potter a Tajemná komnata - Pán prstenů: Dvě věže | Pán prstenů: Dvě věže - Gangy New Yorku - Harry Potter a Tajemná komnata - Minority Report - Spider-Man                                                                                         |
| Nejlepší kostýmní design | Nejlepší masky |
| Pán prstenů: Dvě věže - Chyť mě, když to dokážeš - Chicago - Frida - Gangy New Yorku | Frida - Chicago - Gangy New Yorku - Hodiny - Pán prstenů: Dvě věže |
| Nejlepší střih | Nejlepší cizojazyčný film |
| Město bohů - Chicago - Gangy New Yorku - Hodiny - Pán prstenů: Dvě věže | Mluv s ní - Město bohů - Devdas - The Warrior - Mexická jízda |
| Nejlepší krátký animovaný film | Nejlepší krátkometrážní film |
| Fish Never Sleep - The ChubbChubbs! - The Dog Who Was a Cat Inside - Sap - Wedding Espresso | My Wrongs #8245–8249 & 117 - Vyhazovač - Candy Bar Kid - Good Night - The Most Beautiful Man in the World - Rank                                                                                |